# Mondfinsternis (Dürrenmatt)
Mondfinsternis ist eine Erzählung von Friedrich Dürrenmatt, die zu Anfang der 1950er Jahre entstand und 1978 umgearbeitet wurde.

## Inhalt
Tief im Winter fährt Walt Locher, der in Kanada zu enormem Reichtum kam, mit seinem Cadillac in sein kleines Geburtsdorf Flötigen. Unterwegs bleibt er im Schnee stecken, doch geht er zu Fuß weiter und lässt den Wagen von den Bauern des Dorfes abschleppen. In einem Koffer führt er vierzehn Millionen in Banknoten mit. Jede Familie im Dorf soll eine Million erhalten, wenn die Dorfgemeinschaft Mani umbringt. Mani hat ihm damals seine von ihm schwangere Freundin abspenstig gemacht, und Wauti, wie Walt damals genannt wurde, hatte Rache geschworen, bevor er auswanderte. Bei Vollmond soll der Mord geschehen, so fordert es der steinreiche Heimkehrer. Die Flötiger machen sich bereit fürs Morden. Demokratisch wird abgestimmt – es herrscht Einstimmigkeit bei einer Enthaltung: Mani soll erschlagen werden, das Dorf braucht die Millionen. Beinahe jeder berauscht sich an der Vorstellung der bevorstehenden Million. Selbst Mani ist einverstanden, sein Leben als Kleinbauer ist ihm ohnehin zu beschwerlich geworden und mit der Million können die Söhne seinen heruntergekommenen Hof sanieren. In der Nacht der Hinrichtung aber beginnt der Mond sich zu verfinstern. Zweifel beschleichen die Männer, die zur Hinrichtung angetreten sind – aber nur, bis der Mond wieder in seiner vollen Pracht hervortritt.

## Entstehung und Bearbeitungen
- Nach der Interpretation von Ulrich Weber (siehe Bericht des Schweizer Literaturarchivs)[1]  entstand die Idee 1953/55 und wurde 1978 umgearbeitet. Die Erzählung erschien im Band Stoffe I–III (Labyrinth) im Jahre 1981. Die Mondfinsternis bildet eine Vorstufe zum Theaterstück Der Besuch der alten Dame von Friedrich Dürrenmatt.
- Die Novelle Mondfinsternis legte zu Beginn der 1950er Jahre die Basis zum Der Besuch der alten Dame und ist wenig bekannt. Sophie Männel[2] schreibt in ihrer Studienarbeit Zu Dürrenmatts Mondfinsternis und Der Besuch der alten Dame – Entstehungshintergründe und eine vergleichende Gegenüberstellung über die Entstehung und Abänderung des Rachemotives.
- Schweizer Radio DRS produzierte 1996 auf der Basis dieser Erzählung das Hörspiel Mondfinsternis mit Dialogen im Schweizer Dialekt.[3]